# CD2
La glicoproteina CD2 è una proteina transmembrana di 50 kDa presente su Timociti, Linfociti T periferici e Cellule NK.
Molecola di adesione per CD58, CD48 (con in quali mostra omologia di sequenza), CD59 e CD15(con cui forma un polimero) è coinvolta nel meccanismo di attivazione e secrezione di citochine dei linfociti T e contemporaneamente di induzione di apoptosi o anergia a seconda del livello di stimolazione, regola la citolisi cellulo mediata.
Se attivata vengono fosforilate PLC-gamma-1, P56-lck, P59-fyn, CD3ζ e CD3ε Quando lega il gruppoTCR-CD3 la sua affinità per CD58 aumenta.
La proteina lega inoltre l'eparan solfato nella matrice extracellulare.
La somministrazione in vivo di ligandi inducono immunosoppressione e non responsività dei linfociti T.
La porzione extramembrana si suddivide in due domini immunoglobulinici (vedere la figura e la didascalia) uno simile ai domini variabili ed uno simile ai domini costanti di tipo 2.
Non sono noti splicing alternativi, e ha 3 potenziali siti di N-glicosilazione.
La sua espressione è aumentata dalle proteine nucleari elf1 e Sox4.
È anche conosciuta come:
- CD2R
- LFA-2
- T11
- Rosette receptor E